# National Alliance
Die National Alliance ist eine rechtsextreme rassistische Organisation in den Vereinigten Staaten. Sie wurde von William L. Pierce gegründet und hatte ihren Sitz in Hillsboro. Nach Pierces Tod 2002 übernahm Erich Gliebe die Organisation, die unter starkem Mitgliederschwund litt und schließlich 2013 aufhörte als Organisation zu existieren. Gliebe versuchte die ehemalige Organisation als losen Verbund weiterzuführen. Inzwischen ist aber nach einer 2014 erfolgten Erneuerung des Verbandes unter Will W. Williams wieder eine feste Mitgliedschaft in der Organisation der National Alliance möglich und wird auch beworben.

## Geschichte
Die Organisation wurde 1967 von dem ehemaligen Physik-Professor und Autor der Turner Diaries Dr. William Luther Pierce gegründet. Im darauf folgenden Jahr wurden die ersten Mitglieder aufgenommen und erste politische Aktivitäten mit der Verbreitung von Flugblättern entfaltet. 1970 schloss sich die National Alliance mit der National Youth Alliance (NYA) von Willis Carto zusammen. Während sich NYA 1974 auflöste, wurde die National Alliance reorganisiert, was von der heutigen Organisation als eigentliche Gründung angesehen wird.
Pierce gelang es im Laufe der Zeit, die Kontrolle über Attack! zu erlangen, die Zeitung der National Youth Alliance, später der National Alliance. Die National Vanguard umbenannte Zeitung erschien ab 1982 in Form eines Magazins.
Als Pierce 2002 an Krebs starb, übernahm Erich Gliebe den Vorsitz der Organisation, den er bis heute innehat.
Im April 2005 kam es zu internen Streitigkeiten, in deren Folge Kevin Alfred Storm, Gliebes organisationsinterner Rivale, die National Alliance mit einer Handvoll Sympathisanten verließ und eine eigene Organisation mit Namen National Vanguard gründete, die jedoch im März 2007 wieder (zwangs-)aufgelöst wurde.
Im Jahr 2011 wurden unter der Überschrift „Love Your Race“ („Liebe deine Rasse“) Aufkleber verklebt, welche mit einer Adresse in Hillsboro (West Virginia) versehen waren.
2013 erklärte Erich Gliebe die Auflösung der National Alliance als Organisation. Sie werde nun als loser Verbund ohne feste Mitgliedschaft weiter bestehen. Vorausgegangen war ein immenser Mitgliederschwund. Zuletzt hatte die NA nur noch 75 Mitglieder. Hinzu kam ein Rechtsstreit über das verbliebene Vermögen der Organisation.
2014 wurde Will W. Williams Vorsitzender der verbliebenen Anhänger. Unter seiner Leitung tritt die National Alliance wieder als Organisation mit der Möglichkeit einer festen Mitgliedschaft auf.

## Politische Positionen
Die Organisation setzte sich nach eigener Aussage unter anderem für eine „arische Gesellschaft“, eine „verantwortungsbewusste Regierung“, sowie eine „Wirtschaftspolitik nach rassischen Prinzipien“ ein. Hierzu strebt sie die räumliche und politische Segregation bzw. Separation der ethnischen Gruppen auf dem Gebiet der Vereinigten Staaten an.
In den Augen ihrer Kritiker vertritt die National Alliance neo-nazistische, rassistische und antisemitische Standpunkte. So wird Abraham Lincoln kritisiert und der Bolschewismus mit dem Judentum in Verbindung gesetzt.

## Internationale Kontakte
1999 flüchtete der in Deutschland gesuchte Neonazi Hendrik Möbus zu Pierce und wurde von ihm aufgenommen.
Die Organisation unterhält internationale Kontakte zu verschiedenen Parteien und Organisationen, unter anderem zur deutschen NPD, der britischen BNP und der griechischen Patriotischen Allianz (griech.: Πατριωτική Συμμαχία). Für die Herausgabe des Magazins Resistance Hellas-Antepithesi arbeitete die Chrysí Avgí mit der National Alliance zusammen.